# Lymeon utilis
Lymeon utilis är en stekelart som först beskrevs av Szepligeti 1916.  Lymeon utilis ingår i släktet Lymeon och familjen brokparasitsteklar. Inga underarter finns listade i Catalogue of Life.